# Jamel Saihi
Jamel Saihi, né le 27 janvier 1987 à Montpellier, est un footballeur international tunisien, également titulaire de la nationalité française, évoluant au poste de milieu défensif entre 2007 et 2017.
Jamel Saihi possède à son palmarès le titre de champion de France obtenu en 2012 avec le Montpellier Hérault Sport Club. Il est également vice-champion de Ligue 2 en 2009 et participe à la finale de la coupe de la Ligue 2011.

## Biographie
Enfant, il a joué au FC Lavérune.

### Carrière en club
Saihi commence sa carrière dans sa ville de Montpellier. Il joue son premier match en tant que professionnel le 20 avril 2007 contre le Tours FC. La saison suivante, il figure parmi les joueurs récurrents du club et compte 29 matchs au total. Durant la saison 2008-2009, des blessures le contraignent cependant à ne jouer que seize matchs. Alors que Montpellier accède à l'élite française durant la saison 2009-2010, Saihi est éloigné des terrains en raison d'une cheville blessée. Il revient à l'occasion d'un match de la coupe de la Ligue française contre le Racing Club de Lens, le 22 septembre 2009.

### Carrière internationale
En 2008, il est convoqué par Humberto Coelho pour jouer avec l'équipe de Tunisie.
Il marque son premier but en sélection — et par la même occasion le premier but officiel de sa carrière professionnelle — lors d'un match amical face aux Pays-Bas (1-1), le 11 février 2009 au stade olympique de Radès.

## Statistiques

### En club
Jamel Saihi suit une carrière en dents de scie au sein du Montpellier Hérault SC. Après une saison d'adaptation, il est titulaire lors de la saison 2007-2008, puis contribue dans une moindre mesure au titre de vice-champion de Ligue 2 en 2009.
Après une saison pleine en 2009-2010, il apparaît moins incisif lors de la saison suivante, malgré sa performance en finale de la coupe de la Ligue 2011.
Le 20 mai 2012, il décroche le titre de champion de France avec le Montpellier Hérault SC en tant que socle indiscutable du milieu récupérateur héraultais.
| Saison                | Club                  | Championnat           | Championnat | Championnat | Coupe(s) nationale(s) | Coupe(s) nationale(s) | Compétition(s) continentale(s) | Compétition(s) continentale(s) | Compétition(s) continentale(s) | Tunisie | Tunisie | Total | Total |
| Saison                | Club                  | Division              | M.          | B.          | M.                    | B.                    | Comp.                          | M.                             | B.                             | M.      | B.      | M.    | B.    |
| 2006-2007             | Montpellier HSC       | Ligue 2               | 1           | 0           | -                     | -                     | -                              | -                              | -                              | -       | -       | 1     | 0     |
| 2007-2008             | Montpellier HSC       | Ligue 2               | 29          | 0           | 7                     | 0                     | -                              | -                              | -                              | -       | -       | 36    | 0     |
| 2008-2009             | Montpellier HSC       | Ligue 2               | 16          | 0           | 2                     | 0                     | -                              | -                              | -                              | 2       | 1       | 20    | 1     |
| 2009-2010             | Montpellier HSC       | Ligue 1               | 26          | 0           | 2                     | 0                     | -                              | -                              | -                              | 2       | 0       | 30    | 0     |
| 2010-2011             | Montpellier HSC       | Ligue 1               | 14          | 1           | 2                     | 0                     | C3                             | 2                              | 0                              | -       | -       | 18    | 1     |
| 2011-2012             | Montpellier HSC       | Ligue 1               | 30          | 0           | 3                     | 0                     | -                              | -                              | -                              | 7       | 1       | 40    | 1     |
| 2012-2013             | Montpellier HSC       | Ligue 1               | 10          | 0           | 1                     | 0                     | C1                             | 4                              | 0                              | 4       | 0       | 19    | 0     |
| 2013-2014             | Montpellier HSC       | Ligue 1               | 12          | 0           | 2                     | 0                     | -                              | -                              | -                              | -       | -       | 14    | 0     |
| 2014-2015             | Montpellier HSC       | Ligue 1               | 21          | 0           | 0                     | 0                     | -                              | -                              | -                              | 4       | 0       | 25    | 0     |
| 2015-2016             | Montpellier HSC       | Ligue 1               | 13          | 0           | 2                     | 0                     | -                              | -                              | -                              | 1       | 0       | 16    | 0     |
| 2016-2017             | Montpellier HSC       | Ligue 1               | 2           | 0           | 0                     | 0                     | -                              | -                              | -                              | -       | -       | 2     | 0     |
| 2016-2017             | Angers SCO            | Ligue 1               | 5           | 0           | 2                     | 0                     | -                              | -                              | -                              | -       | -       | 7     | 0     |
| Sous-total            | Sous-total            | Sous-total            | 179         | 1           | 23                    | 0                     | -                              | 6                              | 0                              | 20      | 2       | 228   | 3     |
| Total sur la carrière | Total sur la carrière | Total sur la carrière | 179         | 1           | 23                    | 0                     | -                              | 6                              | 0                              | 20      | 2       | 228   | 3     |

### En équipe nationale
Jamel Saihi totalise vingt sélections et deux buts avec l'équipe de Tunisie. Il participe principalement à des matchs amicaux et fait une apparition lors des éliminatoires de la coupe du monde 2010.
| Sél. | Date             | Adversaire         | Score      | Compétition  | Lieu                                                         | Commentaires                                                 |
| ---- | ---------------- | ------------------ | ---------- | ------------ | ------------------------------------------------------------ | ------------------------------------------------------------ |
| 1.   | 19 novembre 2008 | Ghana              | 0-0        | Match amical | Ohene Djan Stadium, Accra, Ghana                             | Titulaire (remplacé à la 46e minute)                         |
| 2.   | 11 février 2009  | Pays-Bas           | 1-1        | Match amical | Stade du 7-Novembre, Radès, Tunisie                          | Titulaire et buteur lors du match (remplacé à la 75e minute) |
| 3.   | 11 octobre 2009  | Kenya              | 1-0        | Élim. CM     | Stade du 7-Novembre, Radès, Tunisie                          | Remplaçant (entre à la 61e minute)                           |
| 4.   | 14 octobre 2009  | Arabie saoudite    | 0-1        | Match amical | Stade du 7-Novembre, Radès, Tunisie                          | Titulaire (remplacé à la 46e minute)                         |
| 5.   | 8 octobre 2011   | Togo               | 2-0        | Élim. CAN    | Stade olympique de Radès, Radès, Tunisie                     | Titulaire                                                    |
| 6.   | 9 janvier 2012   | Soudan             | 3-0        | Match amical | Stade Khalid bin Mohammed (en), Charjah, Émirats arabes unis | Titulaire (remplacé à la 60e minute)                         |
| 7.   | 31 janvier 2012  | Gabon              | 0-1        | CAN          | Stade de Franceville, Franceville, Gabon                     | Titulaire                                                    |
| 8.   | 5 février 2012   | Ghana              | 1-2 (a.p.) | CAN          | Stade de Franceville, Franceville, Gabon                     | Titulaire (remplacé à la 69e minute)                         |
| 9.   | 29 janvier 2012  | Pérou              | 1-1        | Match amical | Stade olympique d'El Menzah, Tunis, Tunisie                  | Titulaire (remplacé à la 63e minute)                         |
| 10.  | 27 mai 2012      | Rwanda             | 5-1        | Match amical | Stade olympique de Radès, Tunis, Tunisie                     | Titulaire et buteur à la 77e minute                          |
| 11.  | 2 juin 2012      | Guinée équatoriale | 3-1        | Élim. CM     | Stade Mustapha-Ben-Jannet, Monastir, Tunisie                 | Titulaire (remplacé à la 90e minute)                         |
| 12.  | 15 août 2012     | Iran               | 2-2        | Match amical | Stade Szentmarjay Tibor Városi (en), Eger, Hongrie           | Titulaire                                                    |
| 13.  | 8 septembre 2012 | Sierra Leone       | 2-2        | Élim. CAN    | Brookfields National Stadium, Freetown, Sierra Leone         | Titulaire (remplacé à la 63e minute)                         |
| 14.  | 13 octobre 2012  | Sierra Leone       | 0-0        | Élim. CAN    | Stade Mustapha-Ben-Jannet, Monastir, Tunisie                 | Titulaire (remplacé à la 46e minute)                         |
| 15.  | 16 octobre 2012  | Égypte             | 0-1        | Match amical | Stade Cheikh-Zayed, Abou Dabi, Émirats arabes unis           | Titulaire                                                    |
| 16.  | 14 novembre 2012 | Suisse             | 2-1        | Match amical | Stade olympique de Sousse, Sousse, Tunisie                   | Titulaire (remplacé à la 52e minute)                         |

## Palmarès
Jamel Saihi est champion de France en 2012 avec le Montpellier HSC.